# Capitali storiche
Lista di città che storicamente furono capitali ma non hanno più questo titolo in quanto lo Stato ha cessato di esistere o la capitale è stata spostata, raggruppate per continente e ordinate alfabeticamente per nazione.

## Africa
| Capitale     | Stato                  | Dal       | Al   | Cambiamento, motivo                                             |
| ------------ | ---------------------- | --------- | ---- | --------------------------------------------------------------- |
| Bujumbura    | Burundi                | 1962      | 2019 | spostata a Gitega                                               |
| Leopoldville | Congo                  | 1960      | 1966 | rinominata Kinshasa                                             |
| Grand-Bassam | Costa d'Avorio         | 1893      | 1900 | spostata a Bingerville                                          |
| Bingerville  | Costa d'Avorio         | 1900      | 1933 | spostata ad Abidjan                                             |
| Abidjan      | Costa d'Avorio         | 1933      | 1983 | spostata a Yamoussoukro                                         |
| Cape Coast   | Costa d'Oro britannica | 1664      | 1877 | odierno Ghana. spostata ad Accra                                |
| Al-Fustat    | Egitto                 | 905       | 969  | spostata al Cairo                                               |
| Bolama       | Guinea-Bissau          | 1879      | 1941 | spostata a Bissau                                               |
| Boé          | Guinea-Bissau          | 1973      | 1974 | spostata nuovamente a Bissau                                    |
| Njimi        | Kanem                  | XI secolo | 1396 | spostata a Ngazargamu                                           |
| Ngazargamu   | Impero di Kanem-Bornu  | 1472      | 1808 | conquistata dagli invasori Fulani, in seguito spostata a Kukawa |
| Kukawa       | Impero di Kanem-Bornu  | 1814      | 1893 | il regno cessa d'esistere                                       |
| Volubilis    | Marocco                | 789       | 808  | spostata a Fès                                                  |
| Fès          | Marocco                | 808       | 927  | spostata ad Hajar al-Nasar                                      |
| Marrakech    | Marocco                | 1071      | 1244 | spostata a Fès                                                  |
| Fès          | Marocco                | 1244      | 1554 | spostata a Marrakech                                            |
| Marrakech    | Marocco                | 1554      | 1659 | spostata a Fès                                                  |
| Fès          | Marocco                | 1659      | 1672 | spostata a Meknès                                               |
| Meknès       | Marocco                | 1672      | 1727 | spostata a Fès                                                  |
| Fès          | Marocco                | 1727      | 1912 | spostata a Rabat                                                |
| Lagos        | Nigeria                | 1914      | 1976 | spostata ad Abuja                                               |
| Aneho        | Togoland               | 1880      | 1897 | oggi Togo. Spostata a Lomé                                      |

## America del Nord
| Capitale          | Stato                               | Dal  | Al   | Cambiamento, motivo                      |
| ----------------- | ----------------------------------- | ---- | ---- | ---------------------------------------- |
| Saint George      | Bermuda                             | 1612 | 1815 | spostata ad Hamilton                     |
| Kingston          | Canada                              | 1841 | 1843 | spostata a Montréal                      |
| Montréal          | Canada                              | 1843 | 1849 | spostata a Toronto                       |
| Toronto           | Canada                              | 1849 | 1859 | spostata a Quebec                        |
| Quebec            | Canada                              | 1859 | 1865 | spostata a Ottawa                        |
| Chan Santa Cruz   | Chan Santa Cruz                     | 1852 | 1901 | divenne parte del Messico                |
| Santiago di Cuba  | Cuba                                | 1522 | 1589 | spostata dopo il 1607 a L'Avana          |
| Spanish Town      | Giamaica                            | 1534 | 1872 | spostata a Kingston                      |
| Belize            | Honduras Britannico                 | 1638 | 1970 | spostata a Belmopan                      |
| Port of Spain     | Federazione delle Indie Occidentali | 1958 | 1962 | lo Stato cessa d'esistere                |
| Filadelfia        | Stati Uniti                         | 1776 | 1776 | spostata a Baltimora                     |
| Baltimora         | Stati Uniti                         | 1776 | 1777 | spostata nuovamente a Filadelfia         |
| Filadelfia        | Stati Uniti                         | 1777 | 1777 | spostata a Lancaster                     |
| Lancaster         | Stati Uniti                         | 1777 | 1777 | spostata a York dopo un solo giorno      |
| York              | Stati Uniti                         | 1777 | 1778 | spostata di nuovo a Filadelfia           |
| Filadelfia        | Stati Uniti                         | 1778 | 1783 | spostata a Princeton                     |
| Princeton         | Stati Uniti                         | 1783 | 1783 | spostata ad Annapolis                    |
| Annapolis         | Stati Uniti                         | 1783 | 1784 | spostata a Trenton                       |
| Trenton           | Stati Uniti                         | 1784 | 1785 | spostata a New York                      |
| New York          | Stati Uniti                         | 1785 | 1790 | spostata nuovamente a Filadelfia         |
| Filadelfia        | Stati Uniti                         | 1790 | 1800 | spostata a Washington                    |
| Saint John's      | Terranova                           | 1855 | 1949 | entra nella confederazione canadese      |
| Columbia          | Repubblica del Texas                | 1836 | 1837 | spostata a Houston                       |
| Houston           | Repubblica del Texas                | 1837 | 1839 | spostata ad Austin                       |
| Austin            | Repubblica del Texas                | 1839 | 1845 | il Texas viene annesso dagli Stati Uniti |
| San Jose de Oruña | Trinidad e Tobago                   | 1592 | 1783 | spostata a Port of Spain                 |
| Mérida            | Yucatán                             | 1840 | 1847 | riunita al Messico                       |

## America del Sud
| Capitale          | Stato       | Dal         | Al   | Cambiamento, motivo                                |
| ----------------- | ----------- | ----------- | ---- | -------------------------------------------------- |
| Paraná            | Argentina   | 1853        | 1861 | spostata a Buenos Aires                            |
| Salvador da Bahia | Brasile     | 1549        | 1763 | spostata a Rio de Janeiro                          |
| Rio de Janeiro    | Brasile     | 1763        | 1960 | spostata a Brasilia                                |
| Cuzco             | Impero Inca | XIII secolo | 1533 | spostata a Lima dopo la conquista spagnola         |
| Rio de Janeiro    | Portogallo  | 1808        | 1821 | capitale temporanea durante le guerre napoleoniche |

## Asia
| Capitale            | Stato                | Dal              | Al             | Cambiamento, motivo                                                                             |
| ------------------- | -------------------- | ---------------- | -------------- | ----------------------------------------------------------------------------------------------- |
| Kandahar            | Afghanistan          | 1748             | 1772           | spostata a Kabul                                                                                |
| Diriya              | Arabia Saudita       | 1744             | 1818           | spostata a Riyadh dopo che i Turchi distrussero la città                                        |
| Yangon              | Birmania             | 1948             | 2005           | spostata a Pyinmana dalle forze militari che la considerano più centrale                        |
| Anyang              | Cina                 | XVII secolo a.C. | XI secolo a.C. | dinastia Shang, spostata a Chang'an per la fine della dinastia                                  |
| Chang'an            | Cina                 | XI secolo a.C.   | 722 a.C.       | dinastia Zhou, spostata a Luoyang                                                               |
| Luoyang             | Cina                 | 772 a.C.         | 221 a.C.       | dinastia Zhou, spostata a Xinyang per la caduta della dinastia                                  |
| Xinyang             | Cina                 | 221 a.C.         | 206 a.C.       | dinastia Qin, spostata nuovamente a Chang'an per la caduta della dinastia                       |
| Chang'an            | Cina                 | 206 a.C.         | 25             | dinastia Han, spostata nuovamente a Luoyang                                                     |
| Luoyang             | Cina                 | 25               | 220            | dinastia Han, caduta della dinastia e inizio del periodo delle Sei Dinastie                     |
| Chang'an            | Cina                 | 618              | 907            | dinastia Tang, caduta della dinastia e l'inizio del periodo delle Cinque dinastie e dieci regni |
| Kaifeng             | Cina                 | 960              | 1127           | dinastia Song, spostata ad Hangzhou                                                             |
| Hangzhou            | Cina                 | 1127             | 1279           | dopo la dinastia Song, integrazione nell'Impero Mongolo                                         |
| Nanchino            | Cina                 | 1368             | 1421           | dinastia Ming, spostata a Pechino                                                               |
| Pechino             | Cina                 | 1421             | 1928           | spostata nuovamente a Nanchino                                                                  |
| Nanchino            | Cina                 | 1928             | 1937           | spostata a Chongqing                                                                            |
| Chongqing           | Cina                 | 1937             | 1945           | spostata nuovamente a Nanchino                                                                  |
| Nanchino            | Cina                 | 1945             | 1949           | spostata a Pechino dopo la proclamazione della Repubblica Popolare Cinese                       |
| Cebu City           | Filippine            | 1562             | 1578           | capitale formale, spostata a Manila dopo la cattura                                             |
| Manila              | Filippine            | 1578             | 1935           | spostata a Quezon per la formazione del Commonwealth delle Filippine                            |
| Quezon              | Filippine            | 1948             | 1976           | spostata a Manila, Quezon è assorbita dentro la Metro Manila.                                   |
| Nara                | Giappone             | 710              | 784            | chiamata Heijo-kyo. Spostata a Nagaoka                                                          |
| Nagaoka             | Giappone             | 784              | 794            | chiamata Nagaoka-kyo. Spostata a Kyōto                                                          |
| Kyōto               | Giappone             | 794              | 1868           | spostata a Tokyo                                                                                |
| Gerusalemme         | Regno di Gerusalemme | 1099             | 1187           | spostata a San Giovanni d'Acri, per la conquista del Saladino                                   |
| San Giovanni d'Acri | Regno di Gerusalemme | 1187             | 1291           | il regno cessa d'esistere                                                                       |
| Calcutta            | India Britannica     | 1772             | 1912           | spostata a Nuova Delhi                                                                          |
| Simla               | India Britannica     | 1850             | 1947           | capitale estiva                                                                                 |
| Hebron              | Regno d'Israele      | XI secolo a.C.   | XI secolo a.C. | spostata a Gerusalemme quando il regno fu riunito sotto il re Davide                            |
| Alma-Ata            | Kazakistan           | 1992             | 1998           | rinominata Almaty nel 1993, spostata ad Astana                                                  |
| Bacolod             | Negros               | 1898             | 1899           | assorbita dalle Filippine.                                                                      |
| Bursa               | Impero Ottomano      | 1335             | 1365           | spostata a Edirne                                                                               |
| Karachi             | Pakistan             | 1947             | 1959           | spostata a Rawalpindi                                                                           |
| Rawalpindi          | Pakistan             | 1959             | 1967           | spostata a Islamabad                                                                            |
| Persepoli           | Persia               | XXV secolo a.C.  | 316 a.C.       | la città cadde in rovina dopo la caduta del grande Impero Macedone                              |
| Tabriz              | Persia               | 1502             | 1548           | spostata a Qazvin                                                                               |
| Qazvin              | Persia               | 1548             | 1598           | spostata a Isfahan                                                                              |
| Isfahan             | Persia               | 1598             | 1750           | spostata a Shiraz                                                                               |
| Shiraz              | Persia               | 1750             | 1782           | spostata a Sari                                                                                 |
| Sari                | Persia               | 1782             | 1795           | spostata a Teheran                                                                              |
| Ayutthaya           | Thailandia           | 1350             | 1767           | spostata a Thonburi dopo che Re Taksin cacciò i birmani che la distrussero                      |
| Thonburi            | Thailandia           | 1767             | 1782           | spostata a Bangkok dopo la morte di Re Taksin e l'incoronamento di Rama I                       |
| Samarcanda          | Uzbekistan           | 1925             | 1930           | spostata a Tashkent                                                                             |
| Saigon              | Vietnam del Sud      | 1954             | 1975           | Hanoi diviene capitale dopo l'unificazione del Vietnam                                          |
| Taiz                | Yemen                | 1948             | 1962           | spostata a San'a                                                                                |
| Aden                | Yemen del Sud        | 1967             | 1990           | San'a diviene capitale dopo l'unificazione dello Yemen                                          |

## Europa
| Capitale        | Stato                      | Dal             | Al                 | Cambiamento, motivo |
| --------------- | -------------------------- | --------------- | ------------------ | --- |
| Valona          | Albania                    | 1912            | 1920               | spostata a Tirana |
| Tharros         | Giudicato di Arborea       | IX secolo       | 1070               | spostata a Oristano |
| Oristano        | Giudicato di Arborea       | 1070            | 1410               | spostata a Sassari dopo la Battaglia di Sanluri |
| Sassari         | Giudicato di Arborea       | 1410            | 1420               | i restanti territori sono venduti al Regno di Sardegna                                                                                              |
| Vienna          | Sacro Romano Impero        | 1558            | 1806               | divenne capitale dell'Impero Austriaco |
| Vienna          | Impero Austriaco           | 1806            | 1867               | divenne capitale dell'Impero austro-ungarico |
| Vienna          | Impero austro-ungarico     | 1867            | 1918               | divenne capitale della Repubblica Austriaca |
| Karlsruhe       | Baden                      | 1771            | 1918               | parte dell'Impero tedesco nel 1871, perde la sovranità nel 1918                                                                                     |
| Pliska          | Primo impero bulgaro       | 681             | 893                | spostata a Preslav |
| Preslav         | Primo impero bulgaro       | 893             | 972                | spostata a Ocrida |
| Ocrida          | Primo impero bulgaro       | 990             | 1015               | l'Impero cessò d'esistere dopo la conquista Bizantina                                                                                               |
| Veliko Tărnovo  | Secondo Impero bulgaro     | 1185            | 1393               | l'Impero cessò d'esistere dopo la conquista Ottomana                                                                                                |
| Reggio Calabria | Ducato di Calabria         | 909             | 1443               | conquista da parte degli Aragonesi |
| Santa Igia      | Giudicato di Cagliari      | IX secolo       | 1258               | stato dissolto, territori annessi da Arborea, Gallura, Pisa e Gherardesca                                                                           |
| Praga           | Cecoslovacchia             | 1918            | 1993               | è divenuta capitale della Repubblica Ceca |
| Milano          | Repubblica Cisalpina       | 1797            | 1802               | trasformata in Repubblica Italiana napoleonica |
| Roskilde        | Danimarca                  | 1020            | 1443               | spostata a Copenaghen |
| Winchester      | Wessex/Regno d'Inghilterra | 519             | 1066               | spostata a Londra |
| Åbo             | Granducato di Finlandia    | 1809            | 1812               | spostata a Helsinki |
| Vaasa           | Finlandia                  | 1918            | 1918               | trasferita dalla Guardia Bianca da Helsinki per la guerra civile                                                                                    |
| Fiume           | Stato libero di Fiume      | 1920            | 1922               | annessa all'Italia (de jure nel 1924) |
| Vichy           | Francia                    | 1940            | 1944               | capitale de facto del regime filo-nazista dello Stato Francese                                                                                      |
| Olbia           | Giudicato di Gallura       | IX secolo       | 1296               | già Civita, stato dissolto, territori annessi da Pisa e Arborea                                                                                     |
| Granada         | Granada                    | 1250            | 1492               | incorporato nel regno di Castiglia dopo la Reconquista                                                                                              |
| Nauplia         | Grecia                     | 1821            | 1836               | spostata a Atene |
| Milano          | Impero romano d'Occidente  | 285             | 402                | spostata a Ravenna |
| Ravenna         | Impero romano d'Occidente  | 402             | 476                | fine dell'Impero romano d'Occidente |
| Milano          | Repubblica Italiana        | 1802            | 1805               | trasformata in Regno d'Italia napoleonico |
| Milano          | Regno d'Italia             | 1805            | 1814               | il regno napoleonico cessa di esistere |
| Torino          | Regno d'Italia             | 1861            | 1865               | spostata a Firenze |
| Firenze         | Regno d'Italia             | 1865            | 1871               | spostata a Roma |
| Kaunas          | Lituania                   | 1922            | 1940               | spostata nuovamente a Vilnius |
| Milano          | Regno Lombardo-Veneto      | 1815            | 1859               | Spostata a Venezia, Milano è ceduta al Regno di Sardegna                                                                                            |
| Venezia         | Regno Lombardo-Veneto      | 1859            | 1866               | Il Veneto passa al Regno d'Italia |
| Mantova         | Marchesato di Mantova      | 1433            | 1530               | il Marchesato si trasforma in Ducato |
| Mantova         | Ducato di Mantova          | 1530            | 1708               | unito al Ducato di Milano sotto il dominio austriaco; capitale de jure del Ducato fino al 1797, quando entra a far parte della Repubblica Cisalpina |
| Brescia         | Ducato di Brescia          | 568             | 774                | il Ducato diviene Contea di Brescia |
| Brescia         | Contea di Brescia          | 774             | XI secolo          | fine della Contea |
| Brescia         | Repubblica Bresciana       | 1797 (18 marzo) | 1797 (20 novembre) | confluita nella Repubblica Cisalpina |
| Płock           | Masovia                    | 1038            | 1047               | la Masovia viene re-incorporata all'interno della Polonia                                                                                           |
| Płock           | Masovia                    | 1138            | 1313               | spostata a Czersk |
| Czersk          | Masovia                    | 1313            | 1413               | spostata a Varsavia |
| Varsavia        | Masovia                    | 1413            | 1526               | la Masovia viene reincorporata all'interno della Polonia                                                                                            |
| Milano          | Ducato di Milano           | 1395            | 1797               | diviene parte della Repubblica Cisalpina |
| Modena          | Ducato di Modena           | 1452            | 1860               | diviene parte dell'Italia unita |
| Iași            | Moldavia                   | 1351            | 1862               | unita alla Valacchia per formare la Romania |
| Chivasso        | Monferrato                 | 1305            | 1435               | spostata a Casale Monferrato |
| Casale          | Monferrato                 | 1435            | 1533               | unita nel ducato di Mantova |
| Cettigne        | Montenegro                 | 1482            | 1918               | diviene parte del Regno dei serbi, Croati e Sloveni                                                                                                 |
| Cettigne        | Montenegro                 | 1941            | 1944               | diviene parte della Jugoslavia Federale Democratica                                                                                                 |
| Kelmis          | Moresnet                   | 1815            | 1920               | incorporato dal Belgio, in precedenza co-amministrato con la Germania                                                                               |
| Napoli          | Regno di Napoli            | 1302            | 1816               | diviene parte del Regno delle Due Sicilie |
| Trondheim       | Norvegia                   | 997             | 1070               | spostata a Bergen |
| Bergen          | Norvegia                   | 1070            | 1299               | spostata a Oslo, rinominata Christiania dal 1624 al 1924                                                                                            |
| Adrianopoli     | Impero Ottomano            | 1365            | 1453               | spostata a Costantinopoli |
| Costantinopoli  | Impero Ottomano            | 1453            | 1923               | spostata ad Ankara per la creazione della Repubblica di Turchia                                                                                     |
| Heidelberg      | Palatinato                 | XIV secolo      | 1720               | spostata a Mannheim |
| Mannheim        | Palatinato                 | 1720            | 1777               | il Palatinato viene ereditato dall'Elettore di Baviera                                                                                              |
| Piacenza        | Ducato di Piacenza e Parma | 1545            | 1547               | spostata a Parma in seguito all'assassinio del Duca Pierluigi Farnese                                                                               |
| Parma           | Ducato di Parma e Piacenza | 1547            | 1860               | il Ducato entra a far parte dell'Italia unita |
| Gniezno         | Polonia                    | X secolo        | 1038               | spostata a Cracovia |
| Poznań          | Polonia                    | X secolo        | 1038               | spostata a Cracovia |
| Cracovia        | Polonia                    | 1038            | 1079               | spostata a Płock |
| Płock           | Polonia                    | 1079            | 1138               | spostata nuovamente a Cracovia |
| Cracovia        | Polonia                    | 1138            | 1290               | spostata nuovamente a Poznań |
| Poznań          | Polonia                    | 1290            | 1296               | spostata nuovamente a Cracovia |
| Cracovia        | Polonia                    | 1296            | 1596               | spostata a Varsavia |
| Lublino         | Polonia                    | 1944            | 1945               | capitale de facto |
| Łódź            | Polonia                    | 1945            | 1947               | capitale de facto |
| Guimarães       | Portogallo                 | 1095            | 1131               | spostata a Coimbra |
| Coimbra         | Portogallo                 | 1131            | 1255               | spostata a Lisbona |
| Filippopoli     | Rumelia orientale          | 1878            | 1885               | fu annessa alla Bulgaria durante il processo di unificazione                                                                                        |
| Mosca           | Russia                     | 1480            | 1712               | spostata a Pietroburgo, primo nome di San Pietroburgo                                                                                               |
| Pietrogrado     | Impero russo               | 1712            | 1918               | spostata a Mosca per l'avanzata tedesca durante la prima guerra mondiale                                                                            |
| Cagliari        | Regno di Sardegna          | 1324            | 1847               | spostata a Torino in seguito alla fusione perfetta; Torino fu de facto la capitale dal 1720 al 1796 e dal 1815 al 1847                              |
| Torino          | Regno di Sardegna          | 1847            | 1861               | Capitale del Regno di Sardegna, diventerà capitale del Regno d'Italia                                                                               |
| Sassari         | Repubblica di Sassari      | 1294            | 1323               | diventa parte del Regno di Sardegna |
| Palermo         | Emirato di Sicilia         | 948             | 1072               | fine dell'Emirato |
| Napoli          | Regno di Sicilia           | 1266            | 1302               | diviene parte del Regno di Napoli |
| Palermo         | Regno di Sicilia           | 1130            | 1816               | fine del Regno |
| Palermo         | Regno delle due Sicilie    | 1816            | 1817               | spostata a Napoli |
| Napoli          | Regno delle due Sicilie    | 1817            | 1861               | diviene parte dell'Italia unita |
| Perth           | Scozia                     | 846             | 1452               | spostata a Edimburgo |
| Edimburgo       | Scozia                     | 1452            | 1707               | la Scozia entra a far parte del Regno Unito |
| Valladolid      | Spagna                     | 1600            | 1606               | spostata a Madrid |
| Valencia        | Spagna                     | 1936            | 1939               | governo della Seconda Repubblica Spagnola nella guerra civile                                                                                       |
| Porto Torres    | Giudicato di Torres        | IX secolo       | XI secolo          | spostata ad Ardara |
| Ardara          | Giudicato di Torres        | XI secolo       | 1272               | spostata a Sassari |
| Sassari         | Giudicato di Torres        | 1272            | 1280               | stato dissolto, territori annessi da Malaspina, Doria, Pisa e Arborea                                                                               |
| Firenze         | Granducato di Toscana      | 1569            | 1860               | diviene parte dell'Italia unita |
| Cluj-Napoca     | Transilvania               | 1861            | 1867               | integrata all'Impero austro-ungarico |
| Catania         | Regno di Trinacria         | 1282            | 1416               | Capitale non "ufficiale", stanziamento dei viceré a Palermo                                                                                         |
| Presburgo       | Ungheria                   | 1536            | 1784               | spostata nuovamente a Buda |
| Câmpulung       | Valacchia                  | XIII secolo     | XV secolo          | spostata a Târgoviște |
| Târgoviște      | Valacchia                  | 1396            | 1698               | spostata a Bucarest |
| Eraclea         | Repubblica di Venezia      | 697             | 741                | spostata a Malamocco |
| Malamocco       | Repubblica di Venezia      | 742             | 811                | spostata a Rivoalto (attualmente parte di Venezia)                                                                                                  |
| Venezia         | Repubblica di Venezia      | 811             | 1797               | annessa dall'Impero austriaco |
| Tolosa          | Regno visigoto             | 418             | 507                | spostata a Narbona |
| Narbona         | Regno visigoto             | 507             | 531                | spostata a Barcellona |
| Barcellona      | Regno visigoto             | 531             | 554                | spostata a Toledo |
| Toledo          | Regno visigoto             | 554             | 714                | diventa parte di al-Andalus |

## Oceania
| Capitale  | Stato          | Dal  | Al   | Cambiamento, motivo                      |
| --------- | -------------- | ---- | ---- | ---------------------------------------- |
| Melbourne | Australia      | 1901 | 1927 | capitale ad interim, spostata a Canberra |
| Levuka    | Figi           | 1874 | 1877 | spostata a Suva                          |
| Lahaina   | Hawaii         | 1820 | 1845 | spostata a Honolulu                      |
| Tulagi    | Isole Salomone | 1896 | 1942 | spostata a Honiara                       |
| Russell   | Nuova Zelanda  | 1840 | 1841 | già Kororareka, spostata ad Auckland     |
| Auckland  | Nuova Zelanda  | 1841 | 1865 | spostata a Wellington                    |